# Francina International Modeling Agency
Francina International Modeling Agency fue creada en Barcelona en 1983 por la maniquí Francina Díaz Mestre y hoy es una de las principales agencias de modelos españolas con actividad nacional e

## Los inicios, Francina New Modeling School
En 1982 Francina decide transmitir todos sus conocimientos sobre el ámbito de las pasarelas a una nueva hornada de jóvenes españolas. Es así como el día 16 de diciembre inaugura Francina New Modeling School, la primera escuela de modelos de España. En ella se enseñaban todas las disciplinas que un modelo debe dominar para desarrollar su trabajo de forma profesional: pasarela, expresión corporal e interpretación, estilismo, ritmo, maquillaje, técnicas de casting, psicología, estética y dietética, peluquería, fotografía, saber estar y publicidad para conseguir que los modelos tuvieran la formación necesaria para desenvolverse en el mundo de la moda y la publicidad con total soltura y seguridad.

## El nacimiento de Francina International Modeling Agency
En 1983 Francina observa la evolución de los alumnos de su escuela y decide lanzarlos a las pasarelas y al mercado creando su agencia de representación, Francina International Modeling Agency. Es así como lanza al mundo de la moda y la publicidad a modelos españoles que han sido y son famosos nacional e internacionalmente. Con la ayuda de Francina International Modeling Agency los modelos españoles empezaron a ser conocidos y reconocidos en el mundo. Gracias a la agencia y a la escuela los clientes conseguían trabajar con profesionales que además de poseer un buen físico habían recibido la formación necesaria para desenvolverse profesionalmente en el ámbito de la moda y la publicidad. Esta apuesta por los modelos del país tuvo su primer gran éxito en 1990, cuando una jovencísima Judit Mascó llegó, de la mano de Francina, a la portada de la prestigiosa revista norteamericana Sports Illustrated, convirtiéndose en la primera modelo española en conseguirlo. Ese fue el primer gran paso para la internacionalización de las y los modelos españoles, que a partir de ese momento fueron aumentando en número y calidad. Desde Francina International Modeling Agency se han lanzado, además de a la ya citada Judit Mascó, modelos españolas como: Tammy, Monica Van Campen, Carla Collado, Estel, Raquel Rovira, Mireia Canalda, Mar Saura, Belén, Cristina Guillén o Marta Español. También ha formado y representado a modelos masculinos como Eduardo Bercero, Erik Fuhrmann y Ferrán Calderón entre otros.
Además de la apuesta por la formación, Francina también representa a modelos internacionales y top models como Fernanda Tavares, Jeísa Chiminazzo, Tiiu Kuik, Cintia Dicker, Barbara Berger, Priscila Uchoa, Kjell, Petra Kvapilova, Elisa Raats, Martha Penz, Maren Stavinoha y Patricia Namayira. Entre los chicos cabe destacar a Mike Nock, Jason, Leandro Lima, Laszlo, Stefan Forrester, Leandro Souza, Fred Delannoy o Maurits Vermeer.

## La búsqueda de new faces, Options by Francina Models Agency.
En 1998, viendo las necesidades del mercado y para satisfacer la demanda constante de new faces y modelos comerciales nacionales e internacionales, Francina crea Options by Francina Models Agency, una agencia que se integra a la estructura de Francina International Modeling Agency con la vocación de descubrir nuevos talentos en el mundo de la moda y darles la experiencia necesaria antes de convertirse en cotizados modelos y a la vez cubrir las necesidades deL mercado de la moda y la publicidad que ha extendido sus brazos a muchos otros ámbitos. Así pues los modelos pueden ser requeridos para producciones periodísticas, publicidad, comunicación, televisión, cine… Además los perfiles buscados han variado y se han multiplicado en los últimos tiempos y Options by Francina satisface plenamente esta demanda. Es así como Options by Francina se convierte en el trampolín perfecto para que jóvenes promesas den el salto a las pasarelas y revistas nacionales e internacionales. 

## La escuela se integra en la agencia.
En 2004 Francina decide poner fin a su escuela, dedicando definitivamente todos sus esfuerzos a Francina International Modeling Agency y a Options by Francina Models Agency. Aun así su afán por enseñar y formar a los y las modelos de pasarela del futuro ha permitido que los modelos que se integran a sus agencias reciban una formación que los convierte en mucho más que caras bonitas, en profesionales del ámbito de la moda y la publicidad en todo su amplio espectro. 
Una buena muestra de la importancia de Francina International Modeling Agency son los clientes para los que trabaja (en campañas de publicidad, producciones para revistas y acontecimientos de todo tipo), los diseñadores y pasarelas que requieren a sus modelos o los artistas que han fotografiado a sus profesionales.

## Trabajos realizados por los y las modelos de Francina
El siguiente cuadro muestra algunos de los diseñadores, estilistas, campañas de publicidad, pasarelas, ONG y fotógrafos que han solicitado los servicios de modelos de Francina.
| DISEÑADORES             |  | PASARELAS             |  | ESTILISTAS      |  | CAMPAÑAS DE PUBLICIDAD    |  | FOTÓGRAFOS           |  | ONG       |
| Toni Miró               |  | 080 Barcelona Fashion |  | Luis Llongueras |  | Custo Barcelona           |  | Jaume de Laiguana    |  | ARED      |
| Teresa Helbig           |  | Pasarela Gaudí        |  | Raffel Pagés    |  | Jesús del Pozo Perfumes   |  | J.M. Ferrater        |  | Cruz Roja |
| Joaquín Verdú           |  | Gaudí Novias          |  | Cebado          |  | Loewe                     |  | Manuel Outumuro      |  |           |
| Spastor                 |  | Pasarela Cibeles      |  | Anglada         |  | Revlon                    |  | Patrick Demarchelier |  |           |
| Andrés Sardá            |  | Custo Barcelona       |  |                 |  | Desigual                  |  | Joan Alsina          |  |           |
| TCN                     |  | Rosa Clarà            |  |                 |  | Abanderado                |  | Sergi Jasanada       |  |           |
| Victorio & Lucchino     |  | Pronovias             |  |                 |  | Adolfo Domínguez          |  | Sergi Pons           |  |           |
| Custo Barcelona         |  | Pasarela Valencia     |  |                 |  | Tous Perfumes             |  | Alfonso Ohnur        |  |           |
| Jesús del Pozo          |  |                       |  |                 |  | Armani Collection         |  | Eugenio Recuenco     |  |           |
| Angel Schlesser         |  |                       |  |                 |  | Triumph                   |  | Juan Aldebaldetrecu  |  |           |
| Josep Font              |  |                       |  |                 |  | Gema                      |  | Toni Bernat          |  |           |
| Txell Miras             |  |                       |  |                 |  | Intima Cherry             |  | Jonathan Miller      |  |           |
| Lemoniez                |  |                       |  |                 |  | Red Point                 |  | Aldo Falai           |  |           |
| Jesús del Pozo          |  |                       |  |                 |  | Giorgio Armani Collection |  | Eugenio Recuenco     |  |           |
| Ágatha Ruiz de la Prada |  |                       |  |                 |  | Emidio Tucci              |  |                      |  |           |
| Devota & Lomba          |  |                       |  |                 |  | El Corte Inglés           |  |                      |  |           |
| Javier Larraínzar       |  |                       |  |                 |  | Bacardí                   |  |                      |  |           |
| Ailanto                 |  |                       |  |                 |  | Rosa Clarà                |  |                      |  |           |
| Roberto Torretta        |  |                       |  |                 |  | Mango (moda)              |  |                      |  |           |
| Miriam Ocáriz           |  |                       |  |                 |  | Mango Perfumes            |  |                      |  |           |
| David Delfín            |  |                       |  |                 |  | Chantelle                 |  |                      |  |           |
| Lydia Delgado           |  |                       |  |                 |  |                           |  |                      |  |           |
| Aníbal Laguna           |  |                       |  |                 |  |                           |  |                      |  |           |
| Locking Shocking        |  |                       |  |                 |  |                           |  |                      |  |           |
| Sita Murt               |  |                       |  |                 |  |                           |  |                      |  |           |
| José Miró               |  |                       |  |                 |  |                           |  |                      |  |           |
| Alma Aguilar            |  |                       |  |                 |  |                           |  |                      |  |           |
| Carmen March            |  |                       |  |                 |  |                           |  |                      |  |           |
| Anke Scholder           |  |                       |  |                 |  |                           |  |                      |  |           |
| Guillermina Baeza       |  |                       |  |                 |  |                           |  |                      |  |           |